# Jafar
Jafar er en fiktiv skurk, der optræder i Disney-filmen Aladdin og dens fortsættelse Jafar vender tilbage. Han er en ond troldmand og den tidligere storvesir for Sultanen af Agrabah. På engelsk får han tilført stemme af Jonathan Freeman, og på dansk af Nis Bank-Mikkelsen.

## Historie
Jafar er høj og tynd og næsten altid skildret i løshængende kåber i sort, mørkerød og andre humørsyge farver. Jafar har et kæledyr (en papegøje) ved navn Jago, der skifter side i Jafar vender tilbage. Jafar går rundt med en kobrahovedet stav, som han bruger til trolddom. Han prøver at bruge Genies kræfter til at overtage Agrabah, ved først at ønske sig til at han bliver sultan og derefter den mægtigste troldmand i verden. Jafar transformerede sig selv til en gigantisk kobra for at dræbe Aladdin, men ligesom han var ved at knuse ham til døde, blev han narret af den unge knægt. Aladdin fik Jafar til at bruge sit tredje og sidste ønske på at selv blive verdens mægtigste lampeånd, og det gør ham muligvis til det stærkeste væsen i Aladdin universet. Jafar antog sig Genies åndeform, og blev rød i farven, der muligvis repræsenterer hans ondskab i kontrast med Genies farve, der er blå. I den vestlige kultur, er lampeånder næsten altid skildret som at være indespærret i små olielamper, indtil de bliver løsladt for adlyde et menneskes befaling; Jafar blev derfor fanget i sit eget selvviske ønske om magt. Jafar bliver normalt fremstillet som en lille smule komisk, selv i sin tid som ond og snu (ved hele tiden at udbryde "ewww", når han udtaler Aladdins alias forkert). Hans unikke karakteregenskaber sammenlignet med de fleste af Disneys skurke, er muligvis årsagen til at han overlevede i slutningen af filmen, og på samme tid diskuterer med Jago.
I Jafar vender tilbage, bliver Jafar som lampeånd løsladt af Abis Mal, og efter at have fået Abis Mal til at spilde sin to ønsker med listighed, er Abis Mal tvunget til at hjælpe ham. Jafar havde evnen til at skifte fra skrækkelige ånde udseende til hans bekendte troldmands dragt, som han brugte til at gøre sig selv mindre iøjnefaldende. Hans komiske humor er væk, og Jafar er nu mere uhyggelig og ubarmhjertig ind nogensinde før. Hans plan bestod i at kidnappe Aladdin (og i nogle tilfælde) den kongelige familie, og få Aladdin til at fremstå som morderen på "sultanen", (det sker da Jafar flænser sultanens turban, så det ser ud som det var Aladdin der dræbte ham). Da ånden Genie redder Aladdin, prøver Jafar at udslette dem, en gang for alle ved at åbne en sprække i jorden, der er fyldt med lava. Jago, som har forrådt ham, angriber Jafar, til hans store overraskelse. Men Jafar skyder et kuglelyn efter ham og rammer ham kritisk, men Jago får i sit styrt fat i den onde ånds lampe. Jago, der lider meget bruger sine sidste kræfter, til at skubbe Jafars lampe i lavasøen der efterfulgt smelter væk (hvis man udsletter lampen, udsletter man også lampeånden). Da Jafars lampe smelter, får Jafar først et voldsomt stød, hvor han bagefter snurrer rundt. Med et skrig af vrede og frygt, får Jafar en grusom død og forsvinder fra jordens overflade.
Jafar gjorde senere et forsøg på at hævne sig i et afsnit ("Herkules og den Arabiske Nat") fra Disneys Herkules (tv-serie) spinoff, hvor han midlertidigt blev genoplivet af Herkules ærkefjende, Hades. De to skurke dannede en alliance for, at slippe af med Aladdin og Herkules, ved at få dem til at slås mod hinanden, men deres plan mislykkedes og Jafar endte som død igen da Herkules brækkede hans stav i to halvdele, og har ikke efter dette fået nogle gen-optrædener i den officielle Aladdin kontinuitet.
Men, udover hans død, har Jafar også haft en tilbagevendende rolle i Disneys Hos Mickey (House of Mouse). Han var endda en af hovedskurkene i Hos Mickey - Skurkene i en film, der blev lavet til serien. Jafar var faktisk på date med Malavia i et afsnit. De to Disney figurer er ofte blevet sammenlignet med hinanden af fans, da de begge har en kongelig fremtræden, fuglehjælpere og er yderst høje.
Så langt som Jafar går, har han en enægget tvillingesøster ved navn Nasira, der prøvede at få sin broder tilbage til virkeligheden i Playstation spillet, Nasiras Hævn. Jafars søster er meget ens i forhold til Malavia, med hensyn til optræden og handlinger. Hun respekterer Jafar og deres søskende bånd imellem dem, er meget stærk.

## Fantasmic
I Disney-MGM Studios versionen af Fantasmic! Nighttime Show Spectacular, er Jafar en af skurkene som Dronningen, fremmaner til at slås mod Mickey Mouse og ødelægger hans fantasi.
Ligesom i filmen, forvandler Jafar sig til en gigantisk kobra. Da Mickey finder en lampe, gnider han på den under forudsætning af, at den kan hjælpe ham, men Jafar forvandler sig i stedet til en lampeånd. Jafar svarer efterfulgt på dette ved at hidkalde Hades og Chernabog for at hjælpe resten af skurkene. Mickey besejrer senere ham og skurkene efter han dræber drageversionen af Malavia.